# Лаура Бети
Лаура Бети (на италиански: Laura Betti) е италианска актриса.

## Биография
Реалната фамилия е Тромбети. Започна като кабаретна актриса и джаз певица. До 25-годишна възраст тя е призната като звезда на римските кабарети. За първи път тя се появява на екрана в „Сладък живот“ (Федерико Фелини). Лаура Бети запознава писателя Алберто Моравия с великия режисьор и поет Пиер Паоло Пазолини. Бети беше единствената жена, която спечели сърцето на Пазолини и му остана близък приятел за цял живот. Благодарение на Пазолини славата дойде за нея. В новелата от филма „Ро.Го.Па.Г.“ (1962), Бети ярко играе кинозвездата. За ролята на прислужницата Емилия, съблазнена от мистериозен посетител във филма „Теорема“ (1970). Тя печели награда на Международния филмов фестивал във Венеция. Участва в малки роли и в други филми на Пазолини. След убийството на Пиер Паоло Пазолини през 1975 г. тя става пазителка на паметта му, автор е на филми и книги посветени на него. Снима се още във филми на видни режисьори Роберто Роселини, Марко Белокио, Миклош Янчо, Еторе Скола, Анес Варда, Жан-Мари Щрауб, Марио Моничели. Тя също играе в комерсиалните филми на режисьорите Жак Дере и Марио Бава. Въпреки че нейната ролята в „Последно танго в Париж“ (1972) на Бернардо Бертолучи е напълно отрязана, той и дава да играе една от най-важните роли на Реджина - брутална нацистка с маниакални наклонности, в световноизвестния епос „Двадесети век“ (1976). Сред най-добрите и роли се откроява предателката Естер във филма на братята Тавиани „Allonzanfan“ (1974). През следващите години актрисата играе предимно малки роли. От 60-те години до последните си дни тя активно се занимава с литературна дейност и политика.

## Избрана Филмография
| година | филм                                 | оригинално заглавие              | роля              | режисьор            |
| ------ | ------------------------------------ | -------------------------------- | ----------------- | ------------------- |
| 1960   | Сладък живот                         | La Dolce Vita                    | Лаура             | Федерико Фелини     |
| 1961   | Беше нощ в Рим                       | Era notte a Roma                 | Тереза            |                     |
| 1963   | Ро.Го.Па.Г.                          | Ro.Go.Pa.G.                      | Дивната           | Пиер Паоло Пазолини |
| 1967   | Вещиците                             | Le streghe                       | Туристка          | Пиер Паоло Пазолини |
| 1968   | Каприз по италиански                 | Capriccio all'italiana           | Дездемона         | Пиер Паоло Пазолини |
| 1971   | Верижна реакция                      | Reazione a catena                |                   |                     |
| 1972   | Кентърбърийски разкази               | I racconti di Canterbury         | Съпругата на Бат  | Пиер Паоло Пазолини |
| 1971   | Бийте чудовището на първата страница | Sbatti il mostro in prima pagina | Рита Дзигай       |                     |
| 1976   | Двадесети век                        | Novecento                        | Реджина           | Бернардо Бертолучи  |
| 1977   | Банда                                | Le Gang                          | Фелисия           |                     |
| 1979   | Пътуване с Анита                     | Viaggio con Anita                | Сандра            | Марио Моничели      |
| 1982   | Новият свят                          | Il Mondo Nuovo                   | Виргиния Капачели |                     |